# L'arbre paer
L'arbre paer és una escultura de l'artista català Benet Rossell ubicada a la ciutat de Lleida. L'obra fou creada el 1997 per a commemorar el 800è aniversari del govern municipal de la ciutat.
S'ubicava originalment a la plaça del Seminari del nucli antic de la ciutat, però el 2015 fou traslladada a la plaça d'en Bores, just davant del parc dels Camps Elisis.

## Descripció
És una escultura d'acer de 15 metres d'alçada formada per quatre columnes d'inclinació i orientació diferent. Cadascuna d'elles suporta una lluminària amb una potència de 250 watt, generant en conjunt una lluminositat de 20 lux a l'entorn immediat. A la base de l'arbre hi ha un "8" vertical i un altre horitzontal, creant un "800". A les extremitats de cada "branca" hi ha un gravat realitzat amb torxa. Cadascuna de les quatre "branques" senyala un punt diferent de la ciutat: el riu Segre, el palau de la Paeria, la Seu Vella i els Camps Elisis.

## Història
El juliol de 1997 la Paeria i l'escola municipal de belles arts van convocar un concurs per a crear una escultura que commemorés els 800 anys de govern municipal a Lleida. La proposta guanyadora fou la presentada per Benet Rossell, Jaume Artigues i Cristina Giorgi amb el lema Arbre Paer. L'escultura fou instal·lada aquell mateix any la plaça del Seminari del barri del Canyeret, davant dels antics Blocs del Seminari i molt a prop de la Seu Vella. L'obra fou inaugurada oficialment el 29 de desembre de 1997.
A finals de la dècada del 2000 s'aprovà un projecte de regeneració de la plaça que implicava l'enderrocament dels blocs i la retirada de l'escultura. El març de 2009 l'escultura fou traslladada a un magatzem municipal sense que s'hagués aprovat reubicar-la en un altre indret de la ciutat. Aquesta situació es perllongà fins al maig de 2014, quan l'ajuntament es va posar en contacte amb Benet Rossell i el seu equip per a estudiar una nova ubicació per a l'escultura.
El març de 2015 l'ajuntament i Benet Rossell anunciaren que L'arbre paer s'ubicaria a la plaça d'en Bores, l'entrada principal dels Camps Elisis. Abans de la seva reubicació, l'escultura fou restaurada.